# Еппенберг-Вошнау
Еппенберг-Вошнау (нім. Eppenberg-Wöschnau) — громада  в Швейцарії в кантоні Золотурн, округ Ольтен.

## Географія
Громада розташована на відстані близько 65 км на північний схід від Берна, 45 км на північний схід від Золотурна.
Еппенберг-Вошнау має площу 1,8 км², з яких на 18,2% дозволяється будівництво (житлове та будівництво доріг), 36,5% використовуються в сільськогосподарських цілях, 43,1% зайнято лісами, 2,2% не є продуктивними (річки, льодовики або гори).

## Демографія
2019 року в громаді мешкало 327 осіб (+7,6% порівняно з 2010 роком), іноземців було 33,6%. Густота населення становила 181 осіб/км².
За віковим діапазоном населення розподілялося таким чином: 14,1% — особи молодші 20 років, 65,4% — особи у віці 20—64 років, 20,5% — особи у віці 65 років та старші. Було 162 помешкань (у середньому 2 особи в помешканні).
Із загальної кількості 289 працюючих 13 було зайнятих в первинному секторі, 180 — в обробній промисловості, 96 — в галузі послуг.